# Ordine d'Onore (Moldavia)
L'Ordine d'Onore è un'onorificenza della Moldavia. 

## Storia
L'ordine è stato istituito nel 2002.

## Assegnazione
L'ordine è assegnato per premiare:
- un contributo meritorio al consolidamento della statualità e alla promozione delle riforme e delle trasformazioni democratiche;
- lavori particolarmente fruttuosi negli organi statali e nell'ambito sociale;
- meriti speciali nel promuovere l'immagine del paese nel mondo e nell'integrare la repubblica in strutture internazionali;
- notevoli successi nell'attività nei campi dell'economia, del sociale, della politica, della cultura e della letteratura.

## Insegne
- L'insegna è una stella a otto punte di tombac, leggermente convessa, placcata in oro composta da fasci di cinque raggi divergenti. Sopra la stella vi è un medaglione smaltato di blu con al centro lo stemma della Moldavia. Lo stemma è circondato da una corona di due rami di palme d'argento. L'insegna ha sul rovescio un perno filettato con un dado per il fissaggio ai vestiti.
- Il nastro è blu con bordi per metà gialli e metà rossi.